# E-Verify
И-Верифай (англ. E-Verify) — это бесплатная Интернет-программа, финансируемая федеральным правительством США. Программа сопоставляет информацию о миграционном статусе работоискателя, получаемую при заполнении последним формы I-9 с федеральной базой данных. Если статус соискателя в федеральной базе данных позволяет ему работать в США, работодатель имеет право рассмотреть поданную заявку на рабочее место. Если обнаруживается несоответствие, то оно должно быть устранено по инициативе одной из сторон в течение восьми федеральных  рабочих дней с даты уведомления. Программа управляется отделом Внутренней Безопасности США (DHS) при активном сотрудничестве департамента Социального обеспечения. Основная её цель не доспустить к трудоустройству в США лиц, не имеющих права или разрешения на работу (иностранные студенты, нелегальные иммигранты и т.д.), но выдающих себя за таковых.

## История внедрения
Система начала активно внедрятся в 2008 году. В настоящее время, согласно веб-сайту DHS, более 404 295 работодателей страны используют И-Верифай. Более 1400 компаний принимают участие в программе каждую неделю. Впрочем, несмотря на своё федеральное происхождение, высокую эффективность и хорошие оценки, достигающие 85%, использование системы не является обязательным. Её реальное внедрение на практике до сих пор существенно различается по штатам и очень сильно зависист от их правительств. Так, участие в системе является обязательным лишь в двух штатах страны - Аризоне и Миссисипи (в последнем оно было внедрено поэтапно). Остальные штаты пользуются ей частично  (например, только в частном, или, наоборот, только в государственном секторе). Правительства некоторых штатов, например Иллинойса, публично отказались от её использования или относятся к ней довольно критично как ущемляющей право индивидуумов на свободу передвижения.